# Plavání na otevřené vodě na mistrovství světa v plaveckých sportech 2022
Závody v plavání na otevřené vodě na mistrovství světa v plaveckých sportech za rok 2021 proběhly v Budapešti, Maďarsko 26. až 30. června 2022.

## Česká stopa
Česko reprezentovali 3 závodníci.
V závodě na 5 km žen startovalo 55 závodnic – Lenka Štěrbová (*1994) z SCPA Pardubice obsadila 19. místo. V plaveckém maratonu na 10 km žen startovalo 61 závodnic – Lenka Štěrbová (*1994) z SCPA Pardubice obsadila 27. místo.
V závodě na 5 km mužů startovalo 61 závodníků – Ondřej Zach (*1997) z Plavání České Budějovice obsadil dělené 24. místo a Matěj Kozubek (*1996) z TJ Bohemians Praha 32. místo. V plaveckém maratonu na 10 km mužů startovalo 62 závodníků – Ondřej Zach (*1997) z Plavání České Budějovice obsadil dělené 15. místo a Matěj Kozubek (*1996) z TJ Bohemians Praha závod vzdal.

## Výsledky

### Individuální disciplíny
| Muži                      | Zlato                          | Zlato     | Stříbro                    | Stříbro   | Bronz                          | Bronz     |
| ------------------------- | ------------------------------ | --------- | -------------------------- | --------- | ------------------------------ | --------- |
| 5 km                      | Florian Wellbrock (GER)        | 52:48,8   | Gregorio Paltrinieri (ITA) | 52:52,7   | Mychailo Romančuk (UKR)        | 53:13,9   |
| plavecký maraton na 10 km | Gregorio Paltrinieri (ITA)     | 1:50:56,8 | Domenico Acerenza (ITA)    | 1:50:58,2 | Florian Wellbrock (GER)        | 1:51:11,2 |
| 25 km                     | Dario Verani (ITA)             | 5:02:21,5 | Axel Reymond (FRA)         | 5:02:22,7 | Péter Gálicz (HUN)             | 5:02:35,4 |
| Ženy                      | Zlato                          | Zlato     | Stříbro                    | Stříbro   | Bronz                          | Bronz     |
| 5 km                      | Ana Marcela Cunhaová (BRA)     | 57:52,9   | Aurélie Mullerová (FRA)    | 57:53,8   | Giulia Gabbrielleschiová (ITA) | 57:54,9   |
| plavecký maraton na 10 km | Sharon van Rouwendaalová (NED) | 2:02:29,2 | Leonie Becková (GER)       | 2:02:29,7 | Ana Marcela Cunhaová (BRA)     | 2:02:30,7 |
| 25 km                     | Ana Marcela Cunhaová (BRA)     | 5:24:15,0 | Lea Boyová (GER)           | 5:24:15,2 | Sharon van Rouwendaalová (NED) | 5:24:15,3 |

### Štafety
| Mix                      | Zlato                                                                        | Zlato     | Stříbro                                                                           | Stříbro   | Bronz                                                                                                  | Bronz     |
| ------------------------ | ---------------------------------------------------------------------------- | --------- | --------------------------------------------------------------------------------- | --------- | --- | --------- |
| 4×1500 m smíšená štafeta | Německo (GER) (Lea Boyová, Oliver Klemet, Leonie Becková, Florian Wellbrock) | 1:04:40,5 | Maďarsko (HUN) (Réka Rohácsová, Anna Olaszová, Dávid Betlehem, Kristóf Rasovszky) | 1:04:43,0 | Itálie (ITA) (Ginevra Taddeucciová, Giulia Gabbrielleschiová, Domenico Acerenza, Gregorio Paltrinieri) | 1:04:43,0 |

## Medailová bilance
V plavání na otevřené vodě se rozdělily celkem 7 sad medailí.
| Pořadí | Stát             |       | Muži    | Muži  | Muži  |         | Ženy  | Ženy  | Ženy    |       | Mix   | Mix     | Mix   |  | Muži + Ženy + Mix | Muži + Ženy + Mix | Muži + Ženy + Mix | Celkem |
| Pořadí | Stát             | Zlato | Stříbro | Bronz | Zlato | Stříbro | Bronz | Zlato | Stříbro | Bronz | Zlato | Stříbro | Bronz |  |                   |                   |                   | Celkem |
| ------ | ---------------- | ----- | ------- | ----- | ----- | ------- | ----- | ----- | ------- | ----- | ----- | ------- | ----- |  | ----------------- | ----------------- | ----------------- | ------ |
| 1.     | Itálie (ITA)     |       | 2       | 2     | 0     |         | 0     | 0     | 1       |       | 0     | 0       | 1     |  | 2                 | 2                 | 2                 | 6      |
| 2.     | Německo (GER)    |       | 1       | 0     | 1     |         | 0     | 2     | 0       |       | 1     | 0       | 0     |  | 2                 | 2                 | 1                 | 5      |
| 3.     | Brazílie (BRA)   |       | 0       | 0     | 0     |         | 2     | 0     | 1       |       | 0     | 0       | 0     |  | 2                 | 0                 | 1                 | 3      |
| 4.     | Nizozemsko (NED) |       | 0       | 0     | 0     |         | 1     | 0     | 1       |       | 0     | 0       | 0     |  | 1                 | 0                 | 1                 | 2      |
| 5.     | Francie (FRA)    |       | 0       | 1     | 0     |         | 0     | 1     | 0       |       | 0     | 0       | 0     |  | 0                 | 2                 | 0                 | 2      |
| 6.     | Maďarsko (HUN)   |       | 0       | 0     | 1     |         | 0     | 0     | 0       |       | 0     | 1       | 0     |  | 0                 | 1                 | 1                 | 2      |
| 7.     | Ukrajina (UKR)   |       | 0       | 0     | 1     |         | 0     | 0     | 0       |       | 0     | 0       | 0     |  | 0                 | 0                 | 1                 | 1      |
| Celkem | Celkem           |       | 3       | 3     | 3     |         | 3     | 3     | 3       |       | 1     | 1       | 1     |  | 7                 | 7                 | 7                 | 21     |